# Rhipidomys gardneri
Rhipidomys gardneri é uma espécie de roedor da família Cricetidae. Pode ser encontrada no Brasil e no Peru.